# Sixmilebridge
Sixmilebridge (irisch  Droichead Abhann Ó gCearnaigh) ist eine Kleinstadt im County Clare in der Republik Irland. Bei der Volkszählung 2022 hatte sie 2839 Einwohner, was mehr als eine Verdoppelung innerhalb von 20 Jahren ist (1996: 1144 Einwohner).

## Name und Lage
Der irische Name bedeutet „Brücke über den Fluss der Uí Chearnaigh“. Der Name des Flusses Abhainn Ó gCearnaigh („Fluss der Uí Chearnaigh“) wird heute englisch meist als Owenogarney geschrieben. Dadurch, dass es von hier bis zum Stadttor von Limerick sechs Meilen sind, ergab sich der Zusatz Sixmile des englischen Ortsnamens. Uí Chearnaigh („die Nachfahren des Cearnach“) ist ein alter Stammesname.
Sixmilebridge liegt auf halber Strecke zwischen Limerick und dem Verwaltungssitz von Clare, Ennis. Früher führte auch die Straße zwischen den beiden Städten durch die Stadt, heute verläuft diese als N18 bzw. M18 weiter südlich und westlich. Hier kreuzen sich die Regionalstraßen R462, R470 und R471.

## Geschichte
Die Bedeutung der Stadt begann 1610, als Donough O’Brien, der 4. Earl of Thomond, die Brücke über den Fluss erbauen ließ. Im 17. und 18. Jahrhundert war der Fluss bis hierher schiffbar. 1804 wurde eine Brücke in der Nähe des Bunratty Castles gebaut, und seither führt auch die Straße von Limerick nach Ennis einige Kilometer am Ort vorbei.

## Bahnlinie
Sixmilebridge lag an der Bahnlinie von Limerick nach Ennis (und weiter über Athenry nach Galway und Sligo). Diese wurde 1859 erbaut. Die Linie nach Ennis/ Athenry wurde 1976 für Passagiere stillgelegt, aber 1994 wurde der Bahnbetrieb von Limerick nach Ennis wieder aufgenommen, und 2010 die Strecke nach Athenry wieder eröffnet. Dadurch wird Sixmilebridge mehrmals täglich von Zügen angefahren.

## Persönlichkeiten
- Sarah Winstedt (1886–1972), Medizinerin